# Slušný člověk
Slušný člověk (v originále Je ne suis pas un salaud) je francouzský hraný film z roku 2016, který režíroval Emmanuel Finkiel podle vlastního scénáře. Snímek měl světovou premiéru na festivalu frankofonních filmů v Angoulême dne 25. srpna 2015.

## Děj
Eddie je na ulici přepaden. Neprávem obviní Ahmeda, kterého viděl několik dní před útokem. Zatímco je Ahmed vyšetřován, Eddie se snaží obnovit svůj vztah se svou ženou a se synem a začít v nové práci. Eddie si ale brzy uvědomí závažnost svého činu a udělá vše pro to, aby znovu nastolil pravdu. I kdyby to znamenalo všechno ztratit.

## Obsazení
| Nicolas Duvauchelle | Eddie                        |
| Mélanie Thierry     | Karine                       |
| Nicolas Bridet      | Régis Labrecque, šéf Karine  |
| Driss Ramdi         | Ahmed                        |
| Maryne Cayon        | Estelle, Ahmedova přítelkyně |
| Johann Soulé        | Noam, syn Karine et Eddieho  |
| Isabelle Dagnac     | soudce                       |
| Ramzy Sitayeb       | Farid                        |
| Maryne Bertieaux    | Jeanne                       |

## Ocenění
- César: nominace v kategorii nejlepší herec (Nicolas Duvauchelle)
- Lumières: nominace pro nejlepšího herce (Nicolas Duvauchelle)